# Gracionépel
Gracionépel ist ein spanischer Ort in den Pyrenäen in der Provinz Huesca der Autonomen Gemeinschaft Aragonien. Gracionépel ist ein westlich gelegener Ortsteil der Gemeinde Jaca. Das Dorf mit 16 Einwohnern im Jahr 2015 liegt auf 965 Meter Höhe.

## Geschichte
Der Ort wurde im Jahr 1061 erstmals urkundlich erwähnt.